# Gusztáv Kálnoky
Gusztáv Kálnoky, en allemand Gustav Kálnoky von Köröspatak, comte Kálnoky de Köröspatak, né le 29 décembre 1832 à Letovice et mort le 13 février 1898 à Prödlitz en Moravie, est un noble hongrois et homme d'État de l'Empire austro-hongrois du XIXe siècle. Il est notamment ministre des Affaires étrangères de François-Joseph Ier entre 1881 et 1895.

## Biographie

### Origines familiales
Membre de la famille Kálnoky, Gusztáv Kálnoky de Köröspatak est né le 29 décembre 1832 au château de Letovice en Moravie sous le nom hongrois de Gróf kőröspataki Kálnoky Gusztáv Zsigmond. Il est le quatrième des onze enfants du comte Gusztáv Jozsef Kálnoky (1799-1884) et de son épouse, Isabella von Schrattenbach (1809-1875). Sa famille paternelle est originaire de Transylvanie et compte de nombreux magnats.

### Carrière
Kálnoky a commencé sa carrière à l'âge de 17 ans, il s'engage comme officier de cavalerie et devient premier lieutenant dans les hussards. En 1854, il change de voie et opte pour une carrière diplomatique. Il est alors nommé premier attaché diplomatique à Munich, puis à Berlin à partir de 1857. De 1860 à 1870, il est secrétaire à l'ambassade de Londres. Il est ensuite nommé en tant que conseiller de l'ambassade auprès du pape à Rome. Il obtient finalement son premier poste d'ambassadeur à Copenhague en 1874.
Il reçoit le grade de général en 1879 et l'empereur le nomme ambassadeur à Saint-Pétersbourg. Il devient rapidement un expert dans les relations austro-russes et prend une part active dans l'entente des trois empereurs.
Le 20 novembre 1881, il est nommé ministre impérial et royal des Affaires étrangères en remplacement du baron de Haymerle. Il s'efforce de maintenir le rang de l'Autriche-Hongrie dans le jeu diplomatique des grandes puissances de son temps. Il est considéré comme un diplomate prudent et contribue à la construction de la Triplice.
En récompense de ses services, l'empereur le fait chevalier de la Toison d'or en 1887. Il est nommé à la Chambre nobiliaire en 1897, avant de se retirer sur les terres qu'il avait hérité de sa mère à Prödlitz.